# Habenaria loloorum
Habenaria loloorum är en orkidéart som beskrevs av Rudolf Schlechter. Habenaria loloorum ingår i släktet Habenaria och familjen orkidéer. Inga underarter finns listade i Catalogue of Life.